# 일본민주혁명 논쟁
일본민주혁명 논쟁(일본어: 日本民主革命論争 니혼민슈카쿠메이론조[*])은 1927년부터 1932년까지 일본의 마르크스주의자들 사이에 열린 논쟁이다. 당면한 일본혁명의 내용, 성격, 전략을 놓고 일본공산당과 노농파가 대립했다.
일본공산당은 1926년 재건된 후 내부에서 향후 전략에 대한 논의가 이루어지고, 27년 테제의 이단계혁명론이 결정되었다. 한편 이노마타 츠나오와 야마카와 히토시 등은 일단계혁명론을 주장하고 1927년 12월 『노농』을 창간하면서 노농파가 탄생했다.
논쟁은 「메이지 유신의 의의와 평가」, 「노농동맹, 농업혁명의 필연성」, 「부르주아 민주주의 혁명에서 사회주의 혁명으로의 조건」, 「일본의 봉건제 잔존의 평가」 등이 행해졌다. 한 마디로 공산당과 노농파의 차이는 「천황제에 어떻게 대응하는가」가 결정적이었다. 공산당은 천황제와의 정면대결을 주장했고, 노농파는 대결을 주장하지 않았다.
논쟁은 공산당의 사실상 기관지인 『마르크스주의』가 종간되면서 일단 종결되었다. 그러나 토지소유관계, 소작료문제로 논쟁은 계속되었다. 공산당은 1931년 『정치테제 (초안)』을 발표하는데 그 내용은 기본적으로 노농파와 일치하기에 이르렀다. 그러나 1932년 32년 테제가 발표되면서 31년 테제 초안은 폐기되고 일본공산당은 이단계혁명론의 견지를 확인했다. 이후 논쟁은 일본자본주의논쟁으로 연결되어 강좌파와 노농파의 대결국면으로 이어지게 된다.